# Aleksey Spiridonov
Pour les articles homonymes, voir Alekseï Spiridonov et Spiridonov.
Aleksey Sergeyevich Spiridonov (russe : Алексей Сергеевич Спиридонов ; né le 20 novembre 1951 à Léningrad, mort en avril 1998) est un athlète soviétique spécialiste du lancer du marteau.

## Carrière
Concourant sous les couleurs de l'URSS dès la fin des années 1960, il remporte les Championnats d'Europe de 1974, avec un jet à 74,20 m, devant les Est-allemands Jochen Sachse et Reinhard Theimer. Le 11 septembre 1974, à Munich, quelques jours après les Championnats d'Europe, Aleksey Spiridonov porte le record du monde du lancer du marteau à 76,66 m, améliorant de six centimètres l'ancienne meilleure marque mondiale détenu par Reinhard Theimer.
Vainqueur des Universiades d'été en 1975, il monte sur la deuxième marche du podium des Jeux olympiques de Montréal, en 1976, s'inclinant avec 76,08 m face à son compatriote Yuriy Sedykh.

### Palmarès
| Date | Compétition                   | Lieu     | Résultat | Marque  |
| ---- | ----------------------------- | -------- | -------- | ------- |
| 1970 | Championnats d'Europe juniors | Colombes | 2e       | 64,88 m |
| 1974 | Championnats d'Europe         | Rome     | 1er      | 74,20 m |
| 1975 | Universiade                   | Rome     | 1er      |         |
| 1976 | Jeux olympiques               | Montréal | 2e       | 76,08 m |

### Records
| Épreuve           | Performance | Lieu | Date |
| ----------------- | ----------- | ---- | ---- |
| Lancer du marteau | 78,62 m     |      | 1976 |